# 26948 Annasato
26948 Annasato este un asteroid din centura principală de asteroizi.

## Descriere
26948 Annasato este un asteroid din centura principală de asteroizi. A fost descoperit pe 6 aprilie 1997 la Socorro, New Mexico, în cadrul proiectului LINEAR. Asteroidul prezintă o orbită caracterizată de o semiaxă mare de 2,29 ua, o excentricitate de 0,13 și o înclinație de 7,9° în raport cu ecliptica.